# Andros Konstantinou
Andros Konstantinou (Grieks: Άνδρος Κωνσταντίνου) (Nicosia, ?) is een Cypriotisch zanger.

## Biografie
Andreas Konstantinou is de jongere broer van Konstandina Konstantinou, die Cyprus vertegenwoordigde op het Eurovisiesongfestival 1983 in München. Veertien jaar later waagden Andreas en zijn zus Hara hun kans tijdens de Cypriotische nationale preselectie, die het duo uiteindelijk afgetekend won. Hierdoor mochten broer en zus hun vaderland vertegenwoordigen op het Eurovisiesongfestival 1997 in de Ierse hoofdstad Dublin. Met Mana mou eindigden ze op de vijfde plek, tot op de dag van vandaag de beste Cypriotische prestatie ooit op het Eurovisiesongfestival. Reeds voor zijn deelname aan het Eurovisiesongfestival bracht hij zijn eerste plaat uit, getiteld Krifa Taxidia.
Korte tijd later verdween Andreas Konstantinou van het muzikale toneel. 
1981: Island · 
1982: Anna Vissi · 
1983: Stavros & Konstandina · 
1984: Andy Paul · 
1985: Lia Vissi · 
1986: Elpida · 
1987: Alexia · 
1989: Fani Polymeri & Yiannis Savvidakis · 
1990: Haris Anastasiou · 
1991: Elena Patroklou · 
1992: Evridiki · 
1993: Zimboulakis & Van Beke · 
1994: Evridiki · 
1995: Alexandros Panayi · 
1996: Constantinos Christoforou · 
1997: Hara & Andreas Konstantinou · 
1998: Michalis Hatzigiannis · 
1999: Marlain · 
2000: Voice · 
2002: One · 
2003: Stelios Konstantas · 
2004: Lisa Andreas · 
2005: Constantinos Christoforou · 
2006: Annet Artani · 
2007: Evridiki · 
2008: Evdokia Kadi · 
2009: Christina Metaxa · 
2010: Jon Lilygreen & The Islanders · 
2011: Christos Mylordos · 
2012: Ivi Adamou · 
2013: Despina Olympiou · 
2015: Giannis Karagiannis · 
2016: Minus One · 
2017: Hovig · 
2018: Eleni Foureira · 
2019: Tamta · 
2021: Elena Tsagrinou · 
2022: Andromache · 
2023: Andrew Lambrou · 
2024: Silia Kapsis · 
2025: Theo Evan